# Ged Killen
Gerard Killen (sinh ngày 1 tháng 5 năm 1986), thường được gọi là Ged Killen, là một chính khách Lao động và Hợp tác người Scotland, từng là Nghị sĩ Quốc hội cho Rutherglen và Hamilton West từ năm 2017 đến năm 2019.

## Tuổi thơ
Killen được sinh ra ở Glasgow, sống ở the Gorbals trước khi chuyển đến Blantyre, nơi ông dành phần lớn tuổi trẻ của mình. Ông học trường trung học Trinity ở Rutherglen.

## Đời tư
Killen là người đồng tính và kết hôn với chồng Peter vào năm 2013. Họ hy vọng sẽ về hưu ở quê nhà của Peter ở Bắc Ireland, điều này đã ảnh hưởng đến chiến dịch của Killen nhằm cân bằng luật hôn nhân đồng giới giữa Bắc Ireland và phần còn lại của Vương quốc Anh.